# Sebastião Paes de Almeida
Sebastião Paes de Almeida (Estrela do Sul, 22 de novembro de 1912 — Rio de Janeiro, 19 de novembro de 1975) foi um advogado, empresário e político brasileiro. Bacharel em Direito, fundou a Companhia de Vidros do Brasil (Covibra), além da empresa Real Transportes Aéreos – considerado um dos maiores projetos aéreos da América do Sul. Em 1953, foi presidente do Banco do Estado de São Paulo e, três anos depois, assumiria a chefia do Banco do Brasil, após ser nomeado pelo presidente Juscelino Kubitschek.
Em 1959, Paes de Almeida assumiu, interinamente, o cargo de Ministro da Fazenda para substituir o plano econômico contestado pelo ministro Lucas Lopes, seu antecessor. Na sua gestão, foi criado a Superintendência do Desenvolvimento do Nordeste (Sudene) e a Comissão Nacional para Assuntos Latino-Americana de Livre Comércio (ALALC); além da boa relação com o Fundo Monetário Internacional (FMI), Banco Mundial e Banco Interamericano de Desenvolvimento.
Em 1961, deixou o ministério após a posse do presidente Jânio Quadros e, no ano seguinte, foi eleito deputado federal com a maior votação em todo o estado de Minas Gerais. Posteriormente, teve seu mandato cassado em 12 de outubro de 1966 e seus direitos políticos suspensos por dez anos, com base no Ato Institucional n.º 2.

## Biografia

### Início de vida como gestor empresarial
Nascido na cidade de Estrela do Sul, em Minas Gerais e filho de Gregória Pais de Almeida e de Orminda Formin Pais de Almeida, sua família se mudou para São Paulo em 1914, local onde estudou no Colégio São Luís. Trabalhou a partir dos dezesseis anos na Casa Bancária Almeida Filho, banco fundado por seu pai. Em 1933, inicou sua vida acadêmica na Faculdade de Direito da Universidade de São Paulo, tornando-se diretor financeiro do banco onde, três anos mais tarde, se chamaria Banco Nacional do Comércio de São Paulo.
Em 1938, após concluir a graduação em Direito, fundou na cidade de São Vicente a primeira fábrica de vidros, intitulado Companhia de Vidros do Brasil (Covibra). Posteriormente, mais de quarenta estabelecimentos comerciais seriam desenvolvidos na distribuição do produto. Após o término da Segunda Guerra Mundial, um grupo de estrangeiros – principalmente material produzido pela Bélgica – exportaram vidros ao Brasil com preços baixos visando o lucro; contudo, Paes da Almeida unificou sua empresa com outras duas na área (em São Gonçalo e São Paulo), tornando-se a Vidrobrás Indústrias Reunidas – empresa no qual exerceu o cargo principal de diretor e acionista.
Com apoio de Lineu Gomes, fundou a Real Transportes Aéreos em 1947, considerado um dos maiores projetos de aviação da América do Sul, ocupando o cargo de presidente por cinco anos. Nos dois anos seguintes, esteve presente na Comissão Mista Brasileiro-Americana de Estudos Econômicos, com intuito de averiguar a economia brasileira e fazer projeção para o futuro. Devido a ausência de investimento no projeto, a Missão Abbink, formada por profissionais na área econômica e em Direito, não trouxe um resultado positivo.

### Estreia na vida pública como bancário

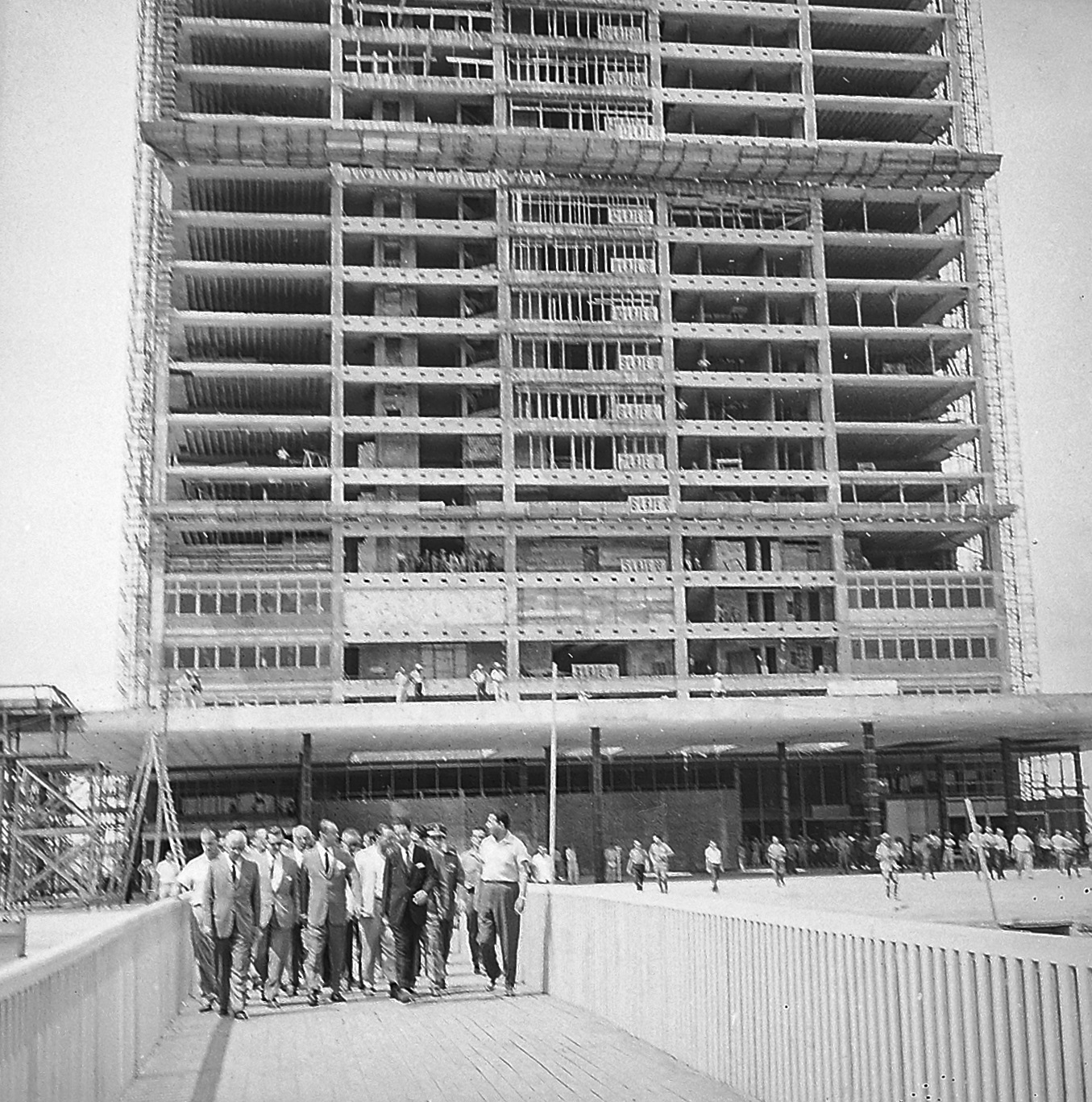
Paes de Lima foi presidente do Banco do Brasil na gestão de JK.

Em março de 1953, Paes de Almeida foi presidente do Banco do Estado de São Paulo; cargo exercido até janeiro de 1954, uma vez que o governador Lucas Nogueira Garcez nomeou para a secretaria da Fazenda; posteriormente, ainda se tornaria interino na secretaria da Agricultura e integrou a comissão do quarto centenário da cidade paulista, visando a construção do parque do Ibirapuera. No ano seguinte, após a posse de Jânio Quadros no governo do estado, retornou a vida privada, após ser substituído na área da Fazenda por Carlos Alberto Carvalho Pinto.
Em 16 de fevereiro de 1956, assumiu o cargo de presidente do Banco do Brasil, após indicação do presidente Juscelino Kubitschek, voltando para o Rio de Janeiro que, até então, era o Distrito Federal do Brasil. Em maio daquele ano, esteve na secretaria da Federação das Indústrias do Estado de São Paulo (FIESP). Posteriormente, ainda se tornaria um representante brasileiro quanto ao Fundo Monetário Internacional (FMI) e ao Banco Mundial. Dois anos mais tarde, o ministro da Fazenda, José Maria Alckmin, foi alvo de críticas pela área econômica devido o aumento da inflação no primeiro semestre daquele ano, além da resistência do FMI em apoiar a política do governo de Juscelino Kubitschek. Perante às consequências, foi substituído por Lucas Lopes, que exercia a chefia do Banco Nacional de Desenvolvimento Econômico e Social (BNDES), e determinou uma política anti-inflacionária.
Após as eleições legislativas em outubro de 1958, Juscelino Kubitshek anunciou um modelo econômico para estabilizar a moeda, incluindo congelamento salarial, contenção do crédito, além de aumento no imposto de renda e consumo; medida que foi criticada pelos empresários paulistas e, com apoio de Paes de Almeida, em dezembro daquele ano, recusou-se a cortar o crédito aplicado pelo Banco do Brasil para beneficiar o capital de giro das indústrias. No início do ano seguinte, devido ao plano de estabilidade econômica decretada pelo presidente JK, Paes examinou toda a crise bancária de São Paulo e,  mesmo com as dificuldades causadas pela política de contração de crédito, propôs solucionar a economia do estado, transferindo recursos do Banco do Brasil para instituições privadas.

## Carreira política

### Ministro da Fazenda

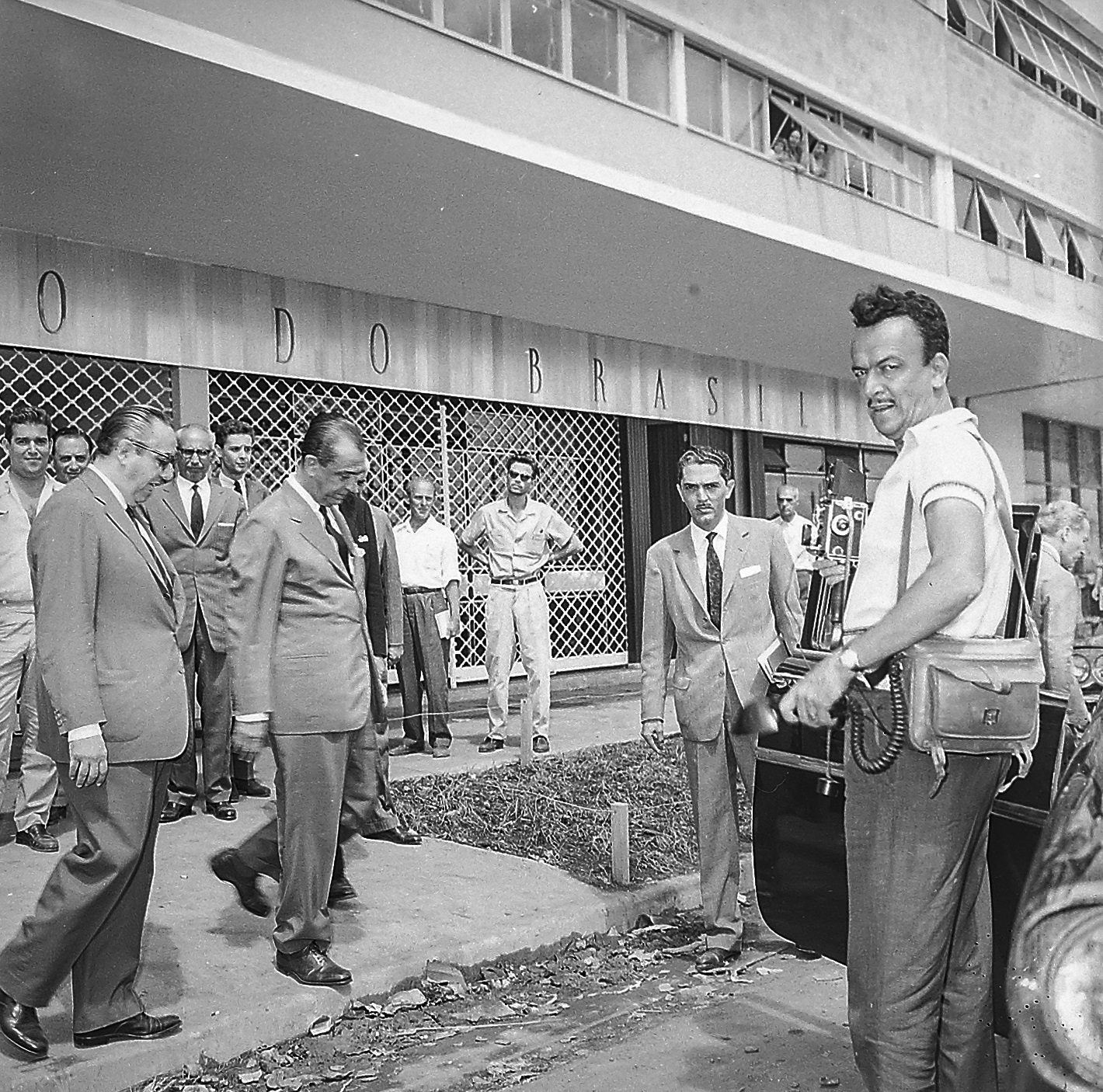
Ex-presidente do Banco do Brasil, Paes de Almeida também foi Ministro da Fazenda na gestão de JK.

Em 4 de junho de 1959, Paes de Almeida assumiu, interinamente, o cargo de Ministro da Fazenda, substituindo Lucas Lopes, vítima de um enfarte agudo do miocárdio. Naquela ocasião, o plano econômico apresentado por Lopes trazia contradições entre o modelo de estabilização com a política desenvolvimentista de Juscelino Kubitschek, divergências entre as decisões do Banco do Brasil e do Ministério da Fazenda, aumento da inflação e reação de partidos políticos; razão esta pela substituição. Após ser oficialmente efetivo no cargo, em 28 de julho daquele ano, também foi vice-presidente da Companhia Siderúrgica Paulista (Cosipa).
Na sua gestão, foi criado a Superintendência do Desenvolvimento do Nordeste (Sudene) e, por decreto 48 459, a Comissão Nacional para Assuntos Latino-Americana de Livre Comércio (ALALC). Em 1960, durante o primeiro semestre, reatou às relações com as instituições financeiras: Fundo Monetário Internacional (FMI), Banco Mundial e com o Banco Interamericano de Desenvolvimento. Em  20 de abril daquele ano, Paes de Almeida contribuiu para uma política de desenvolvimentismo visando a inauguração da nova capital federal – Brasília – no contexto econômico, ou seja, com destaque no setor da indústria e transporte. Por outro lado, seu trabalho como Ministro da Fazenda recebeu críticas da bancada oposicionista do Congresso Nacional pela União Democrática Nacional (UDN), isto é, devido às políticas agrícola (no setor de café), de câmbio e crédito, além da impressão de moedas em grande quantidade; medidas que se encaixam pelo aumento da inflação.

### Deputado Federal

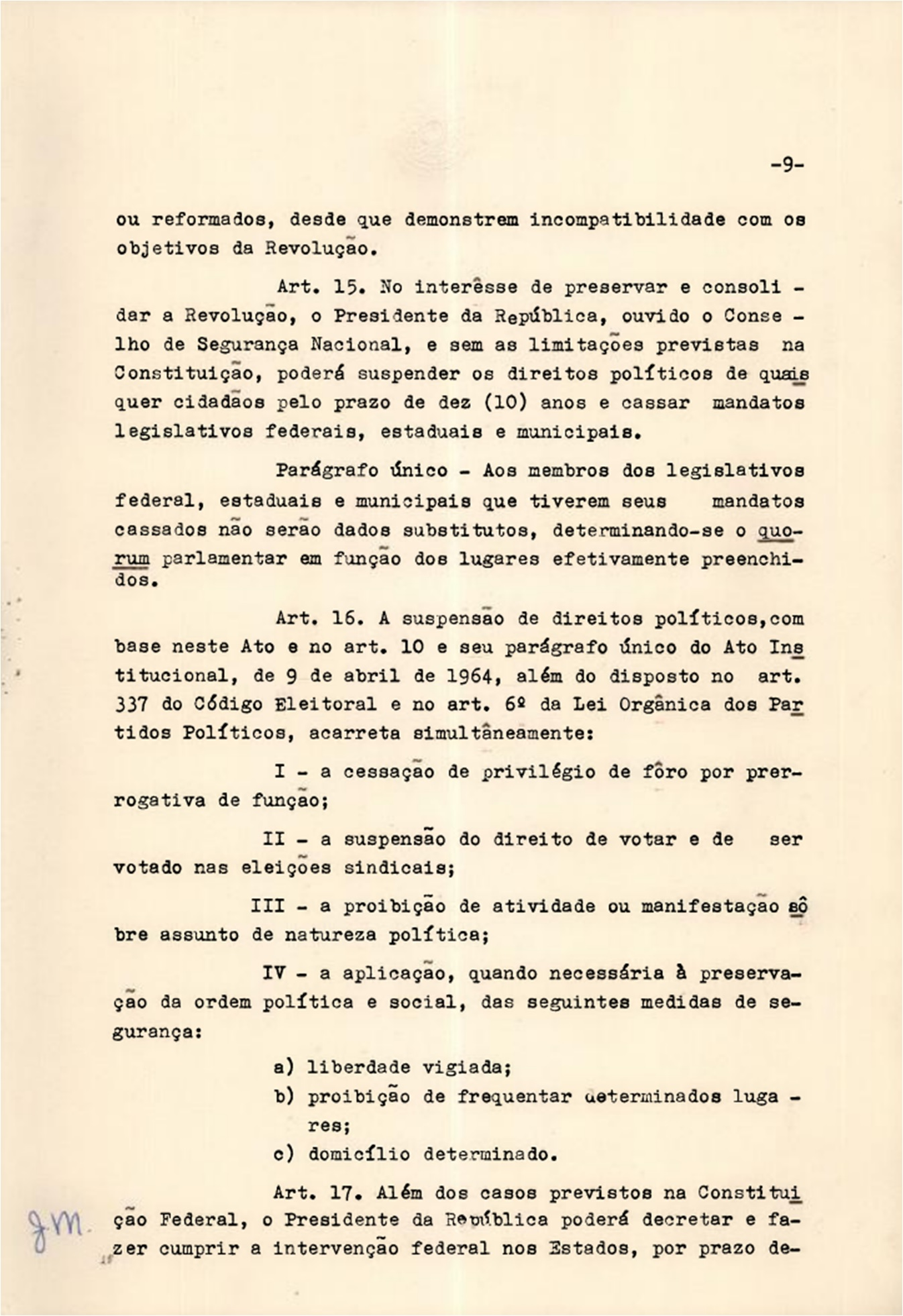
O art. 16 do AI-2 suspendeu os direitos políticos do deputado federal Paes de Almeida.

Paes de Almeida deixou o Ministério da Fazenda em 1961, após a posse de Jânio Quadros na Presidência da República. No ano seguinte, disputou as eleições para o cargo de deputado federal pelo Partido Social Democrático (PSD), sendo eleito com a maior votação em todo o estado de Minas Gerais. Por outro lado, a oposição criticou os custos altos de sua campanha e denunciou que a compra de votos teria influenciado diretamente no resultado final. Esse episódio, os parlamentares da União Democrática Nacional (UDN) intitularam como "Tião Medonho", referência a um chefe de quadrilha responsável pelo assalto de um trem no município de Japeri, no Rio de Janeiro. O ex-ministro se defendeu afirmando que a prática de doações para instituições de vários federações já ocorria antes mesmo de concorrer a cargos políticos, e exemplificou mencionando a melhoria da igreja, hospital e cinema de sua cidade natal.
Em 1.º de fevereiro de 1963, Paes de Almeida iniciou seu mandato como deputado federal, durante o governo do presidente João Goulart. A radicalização política entre as forças conservadoras e reformistas levou a uma articulação militar que derrubaria Goulart em 31 de março de 1964, assumindo Castelo Branco em seu lugar. Inicalmente, o novo governo manteve em vigor a Constituição brasileira de 1946, além do calendário eleitoral para outubro 1965, incluindo o voto direto para eleger governadores em onze estados – incluindo Minas Gerais e Guanabara, referência no cenário político nacional. Em 18 de julho de 1965, a convenção do Partido Social Democrático (PSD), coligada com o Partido Trabalhista Brasileiro (PTB), lançou Paes de Almeida como candidato ao governo mineiro para derrotar Roberto Resende,  que era apoiado pela União Democrática Nacional (UDN). embora não tenha recebido acusações em inquérito após a queda de Goulart, a sua candidatura, no entanto, foi considerado uma "afronta à revolução", devido a relação próxima com o ex-presidente Juscelino Kubitschek, que teve seus direitos políticos cassados em junho de 1964.
Em 27 de agosto de 1965, os líderes da UDN compostos por Pedro Aleixo, Adauto Lúcio Cardoso e José Bonifácio Lafayette de Andrada tentaram impugnar a candidatura de Paes de Almeida, alegando abuso do poder econômico, o que foi negado inicialmente justiça estadual; contudo, o Tribunal Superior Eleitoral (TSE) reverteu a decisão com base na lei das inelegibilidades, negando o registro do candidato no PSD, mas que foi substituído por Israel Pinheiro na primeira quinzena de setembro daquele ano. Mesmo assim, em 3 de outubro, os candidatos da coligação PSD-PTB, formado por Israel Pinheiro e Francisco Negrão de Lima, saíram vencedores para governar Minas Gerais e Guanabara.
O Ato Institucional n.º 2, editado pelo presidente Castelo Branco, extinguiu partidos, reabriu processo contra opositores e resgatou as eleições indiretas para à Presidência da República. Em 12 de outubro de 1966, com o fim da vigência do AI-2, Paes de Almeida teve seu mandato parlamentar cassado e seus direitos políticos suspensos por dez anos. Com a decisão, Paes de Almeida abandonou a vida política. Em 1968, após ser editado o AI-5, mudou-se para o exterior, com receio de estar envolvido em inquéritos jurídicos, retornando ao Brasil no ano seguinte, alegando falta de expectativa econômica. Em 1970, foi exonerado da Ordem do Mérito Aeronáutico, condecoração que durou onze anos.

## Declínio e morte

A companhia gaúcha Varig comprou a Real Transportes Aéreos em 1961, fundada por Paes de Almeida.

No início da década de 1970, suas quinze empresas em São Paulo e uma no Rio de Janeiro – que até então era uma das maiores fortunas do Brasil – começou a passar por problemas financeiros. O Banco Nacional do Comércio, por exemplo, foi incorporado, em janeiro de 1974, com a Bamerindus. A empresa de vidro plano pediu falência em julho de 1975 e, posteriormente, seria o mesmo desfecho para Alumínio e Ferro Construtora, Artefatos Metálicos para Construção, além de outras sete indústrias do grupo. A Real Transportes Aéreos, por outro lado, já havia sido extinta em 1961, após ser adquirido pela companhia aérea gaúcha Varig.
Sebastião Paes de Almeida faleceu em 19 de novembro de 1975 no Rio de Janeiro, após retornar de uma viagem dos Estados Unidos. O ex-ministro era casado com Diva Norse Paes de Almeida, e teve uma filha.